# Condado de Kootenai
O Condado de Kootenai (em inglês:  Kootenai County) é um dos 44 condados do estado americano do Idaho. A sede e maior cidade do condado é Coeur d'Alene. Foi fundado em 22 de dezembro de 1864 e fica no Panhandle do Idaho, sendo banhado pelo lago Coeur d'Alene.
O condado possui uma área de 3 407 km², dos quais 3 222 km² estão cobertos por terra e 185 km² por água, uma população de 138 494 habitantes, e uma densidade populacional de 43 hab/km² (segundo o censo nacional de 2010). É o terceiro condado mais populoso do Idaho.